# Xian de Danleng
Le xian de Danleng (丹棱县 ; pinyin : Dānléng Xiàn) est un district administratif de la province du Sichuan en Chine. Il est placé sous la juridiction de la ville-préfecture de Meishan.

## Démographie
La population du district était de 161 852 habitants en 1999.